# Náboženství v Albánii
Náboženství v Albánii dle oficiálního sčítání obyvatel 2023
Albánie je sekulární a nábožensky rozmanitá země bez oficiálního náboženství. Ústava země zaručuje svobodu náboženského vyznání, víry a svědomí. Nejrozšířenější náboženství v Albánii je islám, následuje křesťanství. Podle sčítání lidu z roku 2023 zde žilo 46 % (1 101 718) sunnitských muslimů, 8 % (201 530) římských katolíků, 7 % (173 645) vyznavačů pravoslaví, 5 % (115 644) muslimských bektašijů, 0,4 %(9 658) evangelikálů, 0,15 %(3 670) vyznavačů jiných náboženství, 14 % (332 155) věřících bez denominace, 3,5 % (85 311) ateistů a 16 % (378 782) neuvedlo žádnou odpověď. Albánie se nicméně řadí mezi nejméně nábožensky založené země na světě. Náboženství hraje důležitou roli v životě pouze u 39 % obyvatel země.
Muslimští Albánci jsou rozptýleni po celé zemi. Pravoslavní a bektaši žijí převážně na jihu, zatímco katolíci hlavně na severu. V roce 2008 bylo v zemi 694 katolických kostelů a 425 pravoslavných kostelů, 568 mešit a 70 bektašských tekij.
V moderní době albánské republikánské, monarchistické a později komunistické režimy systematicky oddělovaly náboženství od úředních funkcí a kulturního života. Země nikdy neměla oficiální náboženství ani jako republika, ani jako království. Ve 20. století za monarchie bylo duchovenstvo všech vyznání oslabeno a nakonec během 50. a 60. let 20. století v rámci státní politiky vyhlazení veškerého organizovaného náboženství z území Albánie vymýceno. Komunistický režim pronásledoval a potlačoval náboženské obřady a instituce a náboženství zcela zakázal. Země byla poté oficiálně prohlášena za první ateistický stát na světě. Po pádu komunismu se však náboženská svoboda vrátila.
Islám přežil pronásledování z dob komunismu a v moderní době se v Albánii znovu objevil jako praktikované náboženství. Mezi menší křesťanské sekty v Albánii patří evangelikálové a několik protestantských společenství včetně Adventistů sedmého dne, Církve Ježíše Krista svatých posledních dnů a Svědků Jehovových. Prvním zaznamenaným albánským protestantem byl Said Toptani, který cestoval po Evropě a v roce 1853 se vrátil do Tirany, kde kázal protestantismus. První evangeličtí protestanti se objevili v 19. století a v roce 1892 byla založena Evangelická aliance. V současné době má 160 členských sborů z různých protestantských denominací. Po masové emigraci do Izraele po pádu komunismu zůstalo v zemi pouze 200 albánských Židů.

## Historie
V roce 1967 komunistický režim prohlásil Albánii za první ateistický stát, v němž je praktikování jakéhokoliv náboženství zakázáno, zabral a uzavřel všechny stavby náboženského účelu a uvěznil nebo povraždil náboženské představitele. Ateismus byl vynucován a všichni věřící pronásledováni až do pádu režimu v roce 1990.
Během éry pronásledování věřících došlo jednak k vzniku výrazného podílu ateistů a agnostiků ve společnosti, jednak k prosazení silné tendence věřících skrývat svoji víru a praktikovat ji neveřejně. Za těchto okolností je dost obtížně představitelné, že by vláda prováděla nějaké sčítání obyvatel podle vyznání, a i kdyby k tomu snad přistoupila, je dost nepravděpodobné, že by získala nějaká důvěryhodná data.

## Současný stav

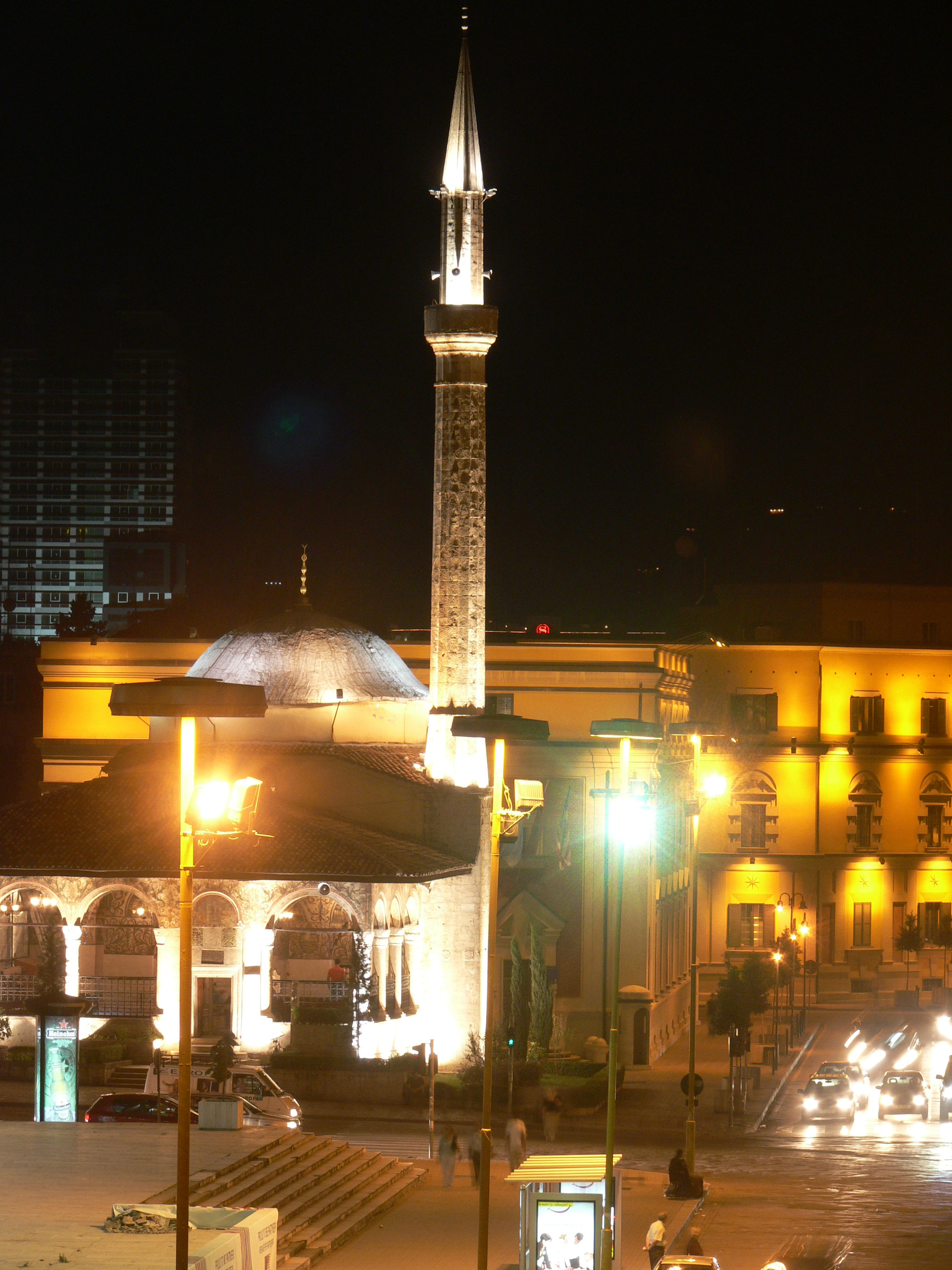
Edhem Beyova mešita je jednou z nejvýznamnějších náboženských staveb v Tiraně

Oficiální prameny udávají již v úvodu zmíněný stav z 60. let s předpokladem, že došlo k obnově předchozího stavu. Tyto údaje převzala i Cia.gov, od níž to přebírají další encyklopedie. Jinak je ovšem zřetelné, že (přes současný rozmach náboženského života a znovubudování oficiálních náboženských struktur) oproti minulosti došlo k výraznému poklesu počtu praktikujících (či veřejně praktikujících) věřících. Americké ministerstvo zahraničí ve své zprávě o stavu náboženské svobody ve světě z roku 2007 odhaduje počet věřících aktivně se podílejících na životě oficiálních náboženských organizací na 25-40 % obyvatel, přičemž poměr jednotlivých vyznání zůstává podle něho prakticky nezměněn (tj. 7:2:1). Zbylých 60-75 % obyvatel tvoří ateisté, agnostici či lidé se soukromým náboženským životem.
V zemi nebují žádné vážné náboženské rozbroje, mírumilovné soužití různých vyznání zde má dlouhou tradici a vyskytují se zde běžně smíšená manželství.
Zdroje amerického Úřadu pro náboženskou svobodu uvádějí data ze sčítání v roce 2011: 

57 % sunnitských muslimů, 

10 % římských katolíků, 

7 % pravoslavných, 

2 % bektašijů, 

další skupiny (různé protestantské církve, Baháí víra, Svědkové Jehovovi, Církev Ježíše Krista Svatých posledních dní a židé - těch uvádí jiný výzkum počet 40-50 osob).
20 % bez odpovědi.

## Ateismus
Ateismus byl v Albánii až do listopadu 1990 oficiálním a komunistickou vládou státu vynucován (za praktikování náboženství hrozily mnohaleté tresty). Albánie byla definována jako první ateistická země na světě. V roce 1967 bylo uzavřeno všech 2 167 staveb náboženského účelu, později mnohé z nich byly zbořeny a jen málo se dochovalo.
Těsně před revolucí, kdy se k moci dostaly demokratické politické strany a náboženské praktiky byly opět povoleny, se obnovilo rozdělení země (70 % islám, 20 % pravoslaví, 10 % římskokatolická církev) a rychle začaly být znovu budovány svatostánky jednotlivých věrouk, které byly (až na výjimky) v dobách komunismu zbořené. V této zemi se tak ateismus stal symbolem doby Hodžova nedemokratického režimu a podobně jako je tomu v zemích bývalé Jugoslávie, je nyní náboženství považováno za významnou kulturní součást života mnohých Albánců. I přesto zde však nejsou hlavně islámské zvyky příliš zažité; země je výrazně sekulární a náboženský konzervatismus zde přílišnou roli nehraje.

## Křesťanství
Hlavními křesťanskými proudy v Albánii jsou pravoslaví a katolictví. Pravoslavní jsou soustředěni na jihu a římští katolíci na severu země, což zhruba odpovídá rozdělení albánského území mezi západ a východ v době velkého schismatu.